# Uras
Uras – miejscowość i gmina we Włoszech, w regionie Sardynia, w prowincji Oristano.
Według danych na rok 2004 gminę zamieszkiwało 3106 osób, 79,6 os./km². Graniczy z Marrubiu, Masullas, Mogoro, Morgongiori, San Nicolò d’Arcidano i Terralba.